# クロニウム山の戦い
クロニウム山の戦いは、シケリア戦争中の紀元前375年に発生したカルタゴとシュラクサイの戦いで、カルタゴが勝利した。
紀元前383年、カルタゴのマゴ2世はイタリア半島のギリシア都市国家（マグナ・グラエキア）の支援を受けて、少なくとも37,000の軍を率いてシケリア（シチリア）に上陸した。このためシュラクサイの僭主ディオニュシオス1世は、イタリアとシケリアでの二正面作戦を余儀なくされた。数年間の小競り合いが続いたが紀元前378-375年頃に発生したカバラの戦いでカルタゴ軍は大敗した（戦死10,000．捕虜5,000でマゴ2世自身も戦死したとされる）。カルタゴはアフリカとサルディニアでの反乱にも苦しんでおり、講和を考慮せざるを得なかった。しかしディオニュシオスはカルタゴがシケリア全土から撤退することを求めたため講和は決裂した。後任の司令官となったマゴ3世はカルタゴ本国からの増援を受けて、現在のシャッカ近くのクロニウム山（現在のモンテ・サン・カロージェロ）での戦いで勝利した。シュラクサイは14,000を失い、ディオニュシオスの弟であるレプティネスも戦死した。この戦いの後、両軍は講和条約を結び、ディオニュシオスは1,000タレントの賠償金を支払い、アリコ川（現在のプランターニ川）までがカルタゴの領土とされた。

## 参考資料
1. ↑  A historical commentary on Diodorus Siculus, Book 15, P. J. Stylianou p200
2. ↑  Diodorus_Siculus/15,15